# Крюково (Митищинський міський округ)
Крю́ково (рос. Крюково) — присілок у складі Митищинського міського округу Московської області, Росія.

## Населення
Населення — 28 осіб (2010; 42 у 2002).
Національний склад (станом на 2002 рік):
- росіяни — 93 %